# Anisoptera marginata
Anisoptera marginata là một loài thực vật thuộc họ Dipterocarpaceae.